# سبک متقابل
سبک متقابل (یا ژانر ترکیبی) یک گونه ادبی است که دو یا چند ژانر متفاوت را باهم دیگر ترکیب می کند. ژانرهای ترکیبی جدید نیست، بلکه یک عنصر دیرپایی در فرایند داستانی است: شاید معروف ترین نمونه ازدواج از بهشت و جهنم ویلیام بلیک با ترکیبی از شعر، نثر و نقاشی است. در ادبیات معاصر، سه گانه دیمیتریوس لیاکوس ، پوئنا دامنی ( زیتوتریتی: خروج، بامردم از پل، اولین مرده )، نثر تخیلی را با درام و شعر در روایت چند لایه که از طریق شخصیت های مختلف کار می کند، ترکیب می کند.

## مثال ها
- کمدی-درام یا درامدی (کمدی و درام)
- کمدی ترسناک (کمدی و ترسناک)
- کمیک فانتزی (کمدی و فانتزی)
- ژانر کمیک علمی-تخیلی (کمدی و علمی-تخیلی)
- فانتزی جنایی (جنایی و فانتزی)
- فانتزی تاریک (ترسناک و فانتزی)
- ادبیات داستانی مستند (فیلم مستند و ادبیات داستانی)
- ژانر قوم نگاری (قوم نگاری و ادبیات داستانی)
- کمدی رومانتیک (رومانتیک و کمدی)
- فانتزی رومانتیک (رومانتیک و فانتزی)
- فانتزی علمی تخیلی (علمی تخیلی و فانتزی)
- وسترن علمی تخیلی (علمی تخیلی و وسترن)
- درام فراطبیعی (فراطبیعی و درام)
- تراژیکمدی (تراژدی و کمدی)
- وسترن عجیب غریب (المان های وسترن و ترسناک, ژانر علمی تخیلی و/یا گمانه زنی)